# Javier Manjarín
Javier Manjarín Pereda (ur. 31 grudnia 1969 w Gijón) – piłkarz hiszpański, grający na pozycji napastnika.

## Kariera klubowa
Manjarín pochodzi z Asturii, z miasta Gijón i tam też rozpoczął karierę piłkarską w klubie Sporting Gijón. Początkowo grał w drużynach młodzieżowych, a następnie w zespole B, by w 1989 roku trafić do kadry pierwszego zespołu. 10 sierpnia zadebiutował w Primera División w przegranym 0:1 domowym spotkaniu z Athletic Bilbao. Od czasu debiutu stał się podstawowym zawodnikiem Sportingu, a w październiku 1989 w spotkaniu z CA Osasuna (1:0) strzelił swojego pierwszego gola w profesjonalnym futbolu. W sezonie 1990/1991 partnerował w ataku Słowakowi Milanowi Luhovemu oraz Luisowi Enrique, a zespół zajął wysokie 5. miejsce w lidze. W sezonie 1991/1992 Sporting wystąpił w Pucharze UEFA, ale odpadł w drugiej rundzie po meczach ze Steauą Bukareszt (2:2, 0:1). W Gijón Javier grał do lipca 1993 roku.
Latem 1993 Manjarín przeszedł do jednego z czołowych klubów w kraju, Deportivo La Coruña i stworzył atak z Brazylijczykiem Bebeto. W sezonie 1993/1994 był bliski zdobycia mistrzostwa Hiszpanii, jednak zespół z La Coruñi zremisował w ostatniej kolejce z Valencią i stracił pewny triumf na rzecz Barcelony. Rok później Javier wraz z partnerami znów został wicemistrzem Hiszpanii, a także zdobył dwa trofea: Puchar Hiszpanii oraz Superpuchar Hiszpanii. Natomiast w 1997 roku zajął 3. miejsce w La Liga. Przez kolejne dwa lata Javier był tylko rezerwowym w "Depor" i przegrywał rywalizację o miejsce w składze z Marokańczykiem Salaheddine Bassirem, Portugalczykiem Pauletą oraz Argentyńczykiem Turu Floresem.
W 1999 roku Manjarín został piłkarzem Racingu Santander. W 2001 roku spadł z nim do Segunda División i latem odszedł do meksykańskiego Atlético Celaya. Natomiast sezon później przeniósł się do Santos Laguna Torreón, a w 2003 roku zakończył piłkarską karierę.
| Sezon   | Klub                  | Kraj      | Rozgrywki        | Mecze | Bramki |
| ------- | --------------------- | --------- | ---------------- | ----- | ------ |
| 1989/90 | Sporting Gijón        | Hiszpania | Primera División | 29    | 4      |
| 1990/91 | Sporting Gijón        | Hiszpania | Primera División | 31    | 5      |
| 1991/92 | Sporting Gijón        | Hiszpania | Primera División | 19    | 1      |
| 1992/93 | Sporting Gijón        | Hiszpania | Primera División | 36    | 6      |
| 1993/94 | Deportivo La Coruña   | Hiszpania | Primera División | 27    | 3      |
| 1994/95 | Deportivo La Coruña   | Hiszpania | Primera División | 37    | 5      |
| 1995/96 | Deportivo La Coruña   | Hiszpania | Primera División | 38    | 8      |
| 1996/97 | Deportivo La Coruña   | Hiszpania | Primera División | 33    | 3      |
| 1997/98 | Deportivo La Coruña   | Hiszpania | Primera División | 8     | 0      |
| 1998/99 | Deportivo La Coruña   | Hiszpania | Primera División | 10    | 0      |
| 1999/00 | Racing Santander      | Hiszpania | Primera División | 31    | 2      |
| 2000/01 | Racing Santander      | Hiszpania | Primera División | 30    | 1      |
| 2001/02 | Atlético Celaya       | Meksyk    | Primera División | 32    | 3      |
| 2002/03 | Santos Laguna Torreón | Meksyk    | Primera División | 34    | 3      |

## Kariera reprezentacyjna
W reprezentacji Hiszpanii Manjarín zadebiutował 6 września 1995 roku w wygranym 6:0 domowym spotkaniu z Cyprem, rozegranym w ramach eliminacji do Mistrzostw Europy w Anglii. W 1996 roku został powołany przez Javiera Clemente do kadry na ten turniej. Tam wystąpił w trzech spotkaniach: dwóch grupowych zremisowanym 1:1 z Francją i wygranym 2:1 z Rumunią (w 11. minucie strzelił pierwszego gola dla Hiszpanów) oraz w ćwierćfinałowym z Anglią (0:0, karne 2:4). Karierę reprezentacyjną zakończył w 1997 roku. W kadrze narodowej wystąpił łącznie w 13 spotkaniach i zdobył 2 gole.
W 1992 roku Manjarín był członkiem kadry olimpijskiej Hiszpanii na Igrzyska Olimpijskie w Barcelonie. Na tym turnieju był rezerwowym i nie wystąpił w żadnym spotkaniu, ale zdobył złoty medal.